# 태일 (1990년)
태일(본명: 이태일, 李泰欥, 1990년 9월 24일 ~ )은 대한민국의 보이 그룹 블락비의 일원으로, 메인 보컬을 맡고 있다.

## 학력
- 송파중학교 (졸업)
- 환일고등학교 (졸업)
- 글로벌사이버대학교 방송연예학과 (재학)

## 작품 활동

### 예능
- 2021년 MBC 《미스터리 음악쇼 복면가왕》 - 펜트하우스 <참가자>
- 2018년 TV조선 《숲속 라이브》 (출연)
- 2018년 Mnet 《더 콜》 (출연)
- 2015년 MBC 《미스터리 음악쇼 복면가왕》 - 상암동 호루라기 <참가자>